# Аккозинський сільський округ
Акко́зинський сільський округ (каз. Аққозы ауылдық округі, рос. Аккозинский сельский округ) — адміністративна одиниця у складі Каратобинського району Західноказахстанської області Казахстану. Адміністративний центр — село Коржин.
Населення — 740 осіб (2021; 1088 у 2009, 1692 у 1999, 2008 у 1989).
Станом на 1989 рік існувала Аккозинська сільська рада (села 2-е Отділення, Бесоба, Коржин, Косбаз).

## Склад
До складу округу входять такі населені пункти:
| Населений пункт | Старі назви                                  | Населення, осіб (1989) | Населення, осіб (1999) | Населення, осіб (2009) | Населення, осіб (2021) |
| --------------- | -------------------------------------------- | ---------------------- | ---------------------- | ---------------------- | ---------------------- |
| Аккози, село    | 2-е Отділення, ферма №2 совхоза Аккозинський | 234                    | 0                      | 47                     | 15                     |
| Бесоба, село    | ферма №3 совхоза Аккозинський                | 311                    | 283                    | 204                    | 103                    |
| Коржин, село    | -                                            | 1176                   | 1086                   | 737                    | 605                    |
| Косбаз, село    | -                                            | 287                    | 175                    | 100                    | 17                     |
| Ферма, село     | -                                            | -                      | 148                    | -                      | -                      |